# Elżbieta Romanowska
Elżbieta Romanowska (sinh ngày 4 tháng 6 năm 1983 tại Głogów) là một diễn viên điện ảnh, diễn viên truyền hình và diễn viên sân khấu người Ba Lan. Cô tốt nghiệp Học viện Nghệ thuật Sân khấu Ludwik Solski ở Wrocław. Cô trở nên nổi tiếng rộng rãi qua các sê-ri phim truyền hình Ranczo (Ranch) và 2XL của Ba Lan.
Năm 2008, Elżbieta Romanowska dự thi trong chương trình Jak oni śpiewają (How They Sing) mùa thứ 4 và giành được vị trí thứ 6 chung cuộc.

## Thành tích điện ảnh
- 2007: Na Wspólnej trong vai Pamela
- 2007: Na dobre i na złe trong vai Basia Osiak
- 2008–2016: Ranczo (Ranch) trong vai Jola
- 2009: M jak miłość (L for Love) trong vai Bogusia
- 2009: BrzydUla trong vai Aldona Turek, chị của Adam
- 2010: Ciacho trong vai Y tá
- 2010: Licencja na wychowanie trong vai Kasia
- 2011: Jak się pozbyć cellulitu trong vai Vợ của Krystian
- 2011: 1920 Bitwa warszawska trong vai Người vắt sữa bò
- 2012: Ja to mam szczęście trong vai Paula
- 2012: Prawo Agaty trong vai Maja Lipiec, bạn của Iwona (tập 12)
- 2013–nay: 2XL trong vai Agata Dec
- 2014–nay: Słodkie życie (Sweet Life) trong vai Klara[1]